# Традицијом у Европу
Традицијом у Европу - сусрети етно-удружења и асоцијација Србије је манифестација која се сваке зиме одржава у Књажевцу.
Ова манифестација окупља учеснике из целе Србије и земаља региона, који представљају своја умећа у изради сувенира и одевних предмета инспирисаних народном традицијом. Такође, на овим сусретима представљају се традиционални стари занати. Под покровитељством општине Kњажевац и уз подршку Туристичке организације, сусрет се организује Удружење за неговање традиције „Извор”.